# The Ways of Yore
The Ways of Yore je jedenácté studiové album sólového hudebního projektu Burzum vydané 2. června roku 2014. Album obsahuje celkem třináct písní a trvá jednu hodinu a osm minut. Všechny písně složil a napsal Varg Vikernes.

## Seznam skladeb
Všechny skladby napsal(i) Varg Vikernes. 
| Pořadí         | Název                 | Délka   |
| -------------- | --------------------- | ------- |
| 1.             | God from the Machine  | 1:40    |
| 2.             | The Portal            | 2:19    |
| 3.             | Hail Odin             | 3:11    |
| 4.             | Lady in the Lake      | 4:39    |
| 5.             | The Coming of Ettins  | 4:36    |
| 6.             | The Reckoning of Man  | 7:56    |
| 7.             | Hail Freyja           | 1:56    |
| 8.             | The Ways of Yore      | 6:11    |
| 9.             | Ek fellr              | 2:54    |
| 10.            | Hall of the Fallen    | 5:06    |
| 11.            | Autumn Leaves         | 4:50    |
| 12.            | Emptiness             | 13:13   |
| 13.            | To Hel and Back Again | 10:44   |
| Celková délka: | Celková délka:        | 1:08:35 |